# أندرياس جونسون
أندرياس جونسون (بالسويدية: Andreas Johnson)‏ هو مغني سويدي، ولد في 22 مارس 1970 في Bjärred ‏ في السويد.

## وصلات خارجية
- الموقع الرسمي
- أندرياس جونسون على موقع IMDb (الإنجليزية)
- أندرياس جونسون على موقع ميوزك برينز (الإنجليزية)
- أندرياس جونسون على موقع أول ميوزيك (الإنجليزية)
- أندرياس جونسون على موقع ديسكوغز (الإنجليزية)
- أندرياس جونسون على موقع ديسكوغز (الإنجليزية)